# Те, кто желает мне смерти
«Те, кто желает мне смерти» (англ. Those Who Wish Me Dead) — американский триллер, снятый Тейлором Шериданом по сценарию, написанному совместно с Майклом Коритой и Чарльзом Ливиттом на основе одноимённого романа Майкла Корита. В главных ролях: Анджелина Джоли, Николас Холт, Тайлер Перри, Джон Бернтал и Эйдан Гиллен.
Премьера фильма в США состоялась 14 мая 2021 года.

## Сюжет
В большом Национальном заповеднике штата Монтана Ханна Фабер работает пожарным надзирателем, сидя в пожарной вышке, откуда наблюдает за окрестностями. До этого она служила смоукджампером (спасателем в парашютном отряде), но оставила эту должность, потому что считала себя виновной в гибели троих подростков. В какой-то момент Ханна замечает напуганного и бесцельно бегущего мальчика Коннора Кассерли. Ей удаётся наладить с ним контакт, после чего тот с ужасом рассказывает, что на него охотятся два наёмных убийцы, которые хотят его убить, потому что перед этим он видел, как они убили его отца (они спровоцировали автокатастрофу, в которую попали Коннор с отцом, но Коннор не пострадал и ему удалось сбежать). Но ещё до этого отец, предчувствуя беду, попросил Коннора, в случае чего, обратиться за помощью к «тому, кому можно доверять».
Через некоторое время к вышке приходят те самые убийцы, отец и сын Джек и Патрик Блэквеллы. Поскольку Ханна по совместительству является ещё и экспертом по выживанию в дикой природе, то ей с Коннором удаётся оторваться от них. Желая «убить разом двух зайцев» (устранить Коннора, как лишнего свидетеля, а заодно замести следы убийства его отца), Блэквеллы поджигают лес, и очень скоро Ханна с мальчиком оказываются в опасном положении: они постоянно рискуют погибнуть от огня, а Блэквеллы неустанно следуют за ними по пятам.

## В ролях
- Анджелина Джоли — Ханна Фабер
- Николас Холт — Патрик Блэквелл
- Тайлер Перри
- Джон Бернтал — Итан Харрисон
- Эйдан Гиллен — Джек Блэквелл
- Медина Сенгор — Элисон
- Финн Литтл — Коннор Кассерли
- Джейк Уэбер — Оуэн
- Джеймс Джордан
- Тори Киттлз — Райан

## Производство
В январе 2019 года стало известно, что Анджелина Джоли примет участие в фильме и исполнит роль эмоционально травмированной сотрудницы пожарного управления - Ханны Фабер, а Тейлор Шеридан напишет сценарий и выступит режиссёром. К апрелю Николас Холт, Тайлер Перри, Джон Бернтал и Эйдан Гиллен присоединились к актёрскому составу.
Съёмки начались в мае 2019 года в Нью-Мексико. Производство завершилось в июле 2019 года. В августе 2019 года Джеймс Джордан вошёл в актёрский состав фильма.
Музыку к фильму напишет Брайан Тайлер.

## Релиз
В мае 2019 года Warner Bros. Pictures приобрела права на дистрибуцию фильма. Новый американский триллер «Те, кто желает мне смерти» вышел в российском прокате с 13 мая 2021 года.